# ضياء الدين التركستاني
ضياء الدين التركستاني وهو الفقيه أبو الفضل ضياء الدين أحمد بن مسعود بن علي التركستاني. قدم إلى بغداد وجالس وناظر علماؤها، وسمع منه جماعة من الفقهاء، وأختص بخدمة الوزير ناصر الدين ابن مهدي العلوي، وكان الوزير يعرف فضله ونبله وحسن سيرته، وحلاوة منطقه، فكان يرسله إلى الأطراف يحمل رسائله إلى الحكام والولاة، وجعل إليه النظر في المظالم، وكان رجلاً قوياً عادلاً.
لما عزل الوزير ناصر الدين ابن مهدي عام 604 هـ/ 1207م، لم يصب التركستاني بسوء، لما يعرف عنه من النزاهة والنبالة، وتوجه نحو تدريس الفقه في مدرسة أبي حنيفة النعمان، ثم عهد إليهِ النظر في أوقافها، وخلع عليه خلعة سوداء بطرحة وذلك يوم 21 ذو القعدة عام 604 هـ / 1207م، كما خصص راتب شهري له، وقدره عشرة دنانير وثلاثون قفيزاً من كيل الحنطة شهرياً، وقد ذكر ابن الساعي نص التوقيع الصادر بتعينه وكما ذكر أهم واجبات المدرس ومواد درسه.
كما كان التركستاني رفيقاً للشيخ أبو الفرج البغدادي في التدريس في مدرسة أبي حنيفة النعمان، وكان يدرس يومين وبقية الأيام لأبي الفرج. وكان الفقيه التركستاني قد نال الإجازة في الحديث النبوي من الخليفة الناصر لدين الله.

## وفاته
توفي الشيخ ضياء الدين التركستاني ليلة السبت 26 ربيع الآخر عام 610 هـ/1213م، وصلوا على جنازته في اليوم التالي في المدرسة النظامية، ودفن في مقبرة الخيزران، قرب مشهد الإمام أبي حنيفة النعمان ببغداد.